# Bianca Castafiore
Bianca Castafiore, "Näktergalen från Milano", är en fiktiv operasångerska och primadonna som figurerar i Tintins äventyr. Hon framträdde första gången 1939. Seriefiguren är delvis inspirerad av Maria Callas och har självupptagenhet, stark röst och svagt minne som framträdande egenskaper.

## Personlighet
Bianca Castafiores namn är italienska för "vit kysk-blomma". Hon är, enligt skaparen Hergé, cirka 45 år och utan kända familjerelationer. Den internationella pressen (särskilt skvallertidningen Paris-Flash, en anspelning på Paris Match) är i serien ivrigt sysselsatt med att koppla samman henne med olika karlar.
Hon framställs som en för många skön sångerska med stora talanger (inklusive lojalitet och mod), men kapten Haddock tycker inte om henne. Castafiore själv tycks dock ha mer än bara vänskapliga känslor för kaptenen, trots att hon har svårt att komma ihåg vad han heter och ideligen använder fel namn. Däremot besvaras inte professor Kalkyls varma känslor för henne.
Castafiore äger bland annat en papegoja och en dyrbar smaragd och far mellan världens främsta operahus tillsammans med påkläderskan Irma och repetitören Igor Wagner (pianist). Hon är flitig besökare av Milanos operahus La Scala. Även om den fåfänga sångerskan oftast är helt upptagen i sina tankar om sin sång och sina juveler så hjälper hon ändå Tintin och kapten Haddock när hon märker att de är i nöd. Smaragden ska hon ha fått i gåva av Maharadjan av Gopal. Denne maharadja figurerar även i Hergés äventyrsserie om Johan, Lotta och Jockos – i äventyret Kobrornas dal.
Castafiores paradnummer är arian "Ah! Je ris", (på svenska: "Åh, jag ler, då jag mig i spegeln ser") juvelarian, ur operan Faust av Charles Gounod.

### Minnet
Som nämnts så verkar Castafiore ha uppenbara problem att komma ihåg namn på personer i sin omgivning, möjligtvis på grund av sin egen självupptagenhet.
I Castafiores juveler kallar hon kapten Haddock vid följande namn (i Björn Wahlbergs översättning):

- kapten Bartock
- kapten Balzack
- kapten Kappock
- kapten Koddack
- kapten Mastock
- kapten Hammock
- kapten Kolback
- kapten Karbock
- kapten Karnack
- kapten Hoklock
- kapten Kornack
- kapten Hablock
- kapten Maggock
- kapten Medock
- kapten Maggot

## Framträdanden

### Hos Hergé
Castafiore träffar Tintin första gången i Kung Ottokars spira. Tintin får lift i hennes bil och hon vill glädja den unge mannen med sin sång. Efter att ha lyssnat en stund finner Tintin en ursäkt och lämnar bilen.
Castafiore förekommer också i albumen De sju kristallkulorna, Det hemliga vapnet, Koks i lasten, Castafiores juveler och Tintin hos gerillan. Hon dyker även kortvarigt upp i Det svarta guldet, och hennes röst hörs i en radio i Tibet i Tintin i Tibet. I Månen tur och retur (del 1) finns hon inte med, men hennes namn nämns på ett ställe av kapten Haddock.

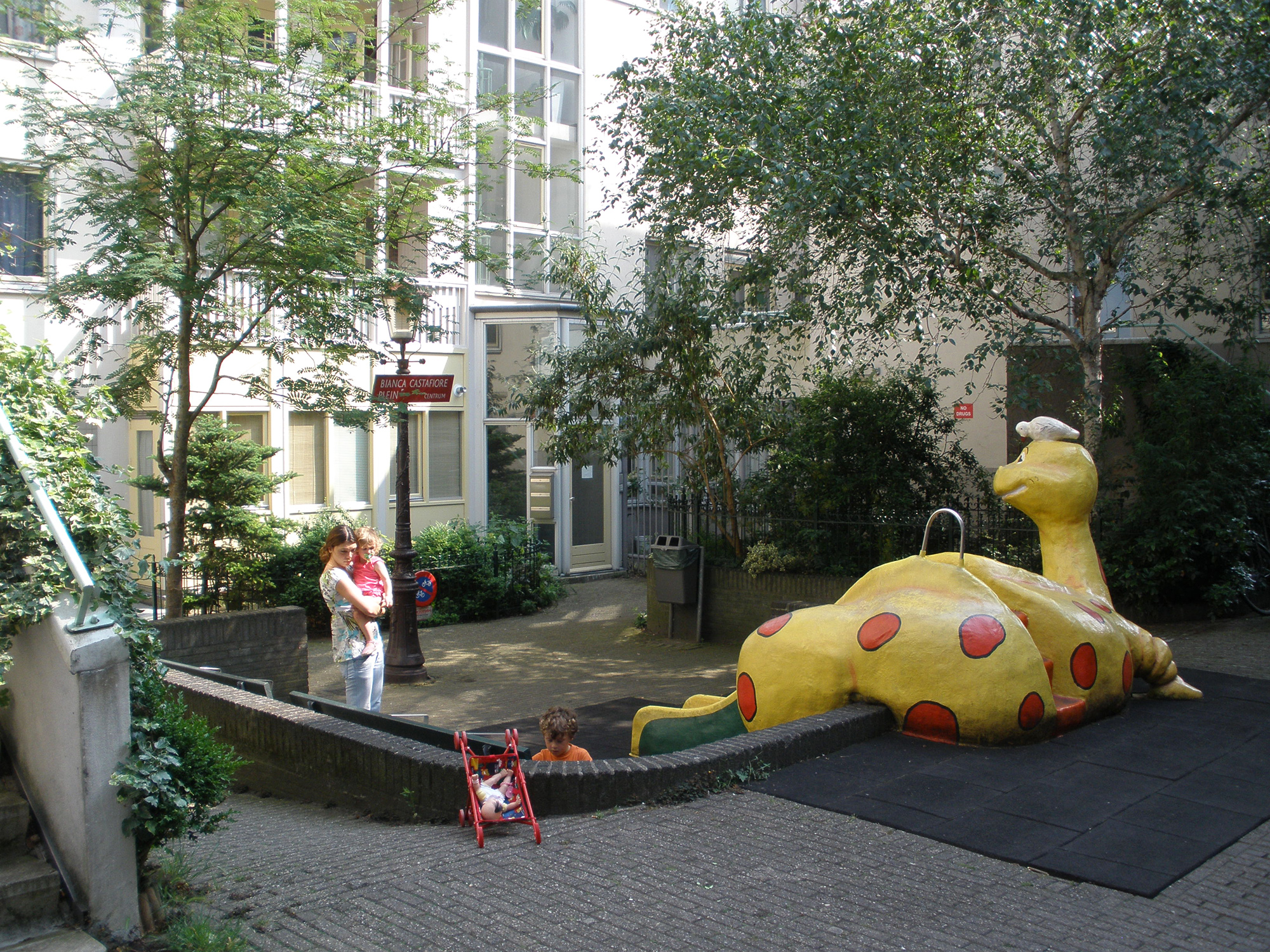
"Bianca Castafioreplein", ett litet torg vid Verversstraat i Amsterdam, har fått namn efter Hergés seriefigur Bianca Castafiore.

### Andra framträdanden
Asteroiden 1683 Castafiore är uppkallad efter henne.

### Förebild
I boken Tintin & Co framkommer det att Hergé delvis låtit Maria Callas bli förebild för Bianca Castafiore. Han uppmärksammade under 1950-talet den nya unga operastjärnan inte minst genom veckotidningar som Paris Match. Inför skapandet av seriefiguren mindes även Hergé sin barndom, där tant Ninie tog ton ackompanjerad på piano. Som inspiration för både Castafiore och de likaledes diskutabla sångbegåvningar spelade av Margaret Dumont i olika bröderna Marx-filmer har även den självutnämnda mästersångerskan Florence Foster Jenkins nämnts.
I dokumentärfilmen Tintin och jag framkommer att Bianca Castafiores personlighet inte till ringa del bygger på Hergés första fru Germaine Kieckens.

## Relationer (enligt skvallerpressen)
I Castafiores juveler berättar Bianca Castafiore att pressen bland annat "gift bort" henne med maharadjan av Gopal, baron Halmaszout (protokollchef vid det syldaviska hovet), överste Sponsz och markis Gorgonzola. Under albumets gång utökas listan med kapten Haddock.